# Jan van Gilse
Jan van Gilse (Rotterdam, Països Baixos, 11 de maig de 1881 - Oegstgeest, Països Baixos, 8 de setembre de 1944) fou un compositor i director d'orquestra neerlandès.
Fou deixeble de Wüllner a Colònia i d'Engelbert Humperdinck a Berlín. De 1905 1908 dirigí l'orquestra de l'Òpera de Bremen i després en l'Òpera d'Amsterdam. Entre les seves composicions hi figuren:
- Tres Simfonies, dues d'elles premiades a Alemanya,
- Dos Interludis, per a orquestra,
- Variacions, sobre un cant holandès per a orquestra.
- Frau Elga von Stavern, òpera per la qual va escriure ell mateix el text.
- L'òpera Thijl del 1940, li va dirigir l'estrena el seu compatriota Anton Kersjes, l'any 1980.